# Tatiana Barbakoff
Tatiana Barbakoff, née sous le nom de Cilly Edelsberg le 15 août 1899 à Aizpute et morte le 6 février 1944 à Auschwitz, est une danseuse de ballet et de danse traditionnelle chinoise. Elle devient ballerine en Allemagne. Après sa mort, Julia Tardi-Markus, afin d'honorer Barbakoff lance le prix Tatiana Barbakoff en 1986 pour encourager les jeunes danseurs.

## Biographie

### Enfance
Tatiana Barbakoff est née sous le nom de Cilly Edelsberg à Aizpute, dans le gouvernement de Courlande, une province de l'Empire russe, aujourd'hui en Lettonie. Elle est la fille de Aizik, un boucher russe et Genya, née en Chine. Elle change de nom pour Tsipora. Ses parents ont deux filles nommées Cilly et Fani. Barbakoff a un frère aîné, et après la mort prématurée de sa mère en 1903, son père se remarie avec Haja-Sora Itskovitch, et a une autre fille en 1912. Elle prend des cours de ballet à partie de l'âge de dix ans, mais n'a aucune formation en danse enfant.

### Vie adulte
En 1918, elle suit un soldat allemand, Georg Waldmann, qui sert dans les états Baltes au cours de la Première Guerre mondiale. Ils se rencontrent pendant le service militaire de celui-ci et ils se marient plus tard. Avec son mari, qui se produit sous le pseudonyme de Marcel Boissier en tant que maître de cérémonie, elle exécute des danses chinoises et russes. En 1921, elle crée des concerts en soliste dans les plus grandes maisons dans son pays natal et à l'étranger, où les costumes sont généralement conçus pour elle, et décrit comme des costumes pittoresques en plastique. Certaines femmes juives sont considérées comme des dirigeantes de cabaret au cours de cette période.
Tatiana Barbakoff, d'origine russe, juive et chinoise, est une icône de cabaret et une sensationnelle danseuse internationale, connue pour ses flamboyants costumes, à la beauté légendaire, et le sens aigu de l'humour.
Depuis 1924, il est connu qu'elle inclut des danses chinoises aux côtés des danses russes et des parodies dans leur programme. En raison de son charisme, elle devient appréciée du public, et de nombreux artistes, dont Rudolf Heinisch et Kasia de Szadurska qui la dépeignent dans de nombreuses photos, de peintures et sculptures. Barbakoff une formation de ballet plus formelle avec la ballerine française Catherine de Villiers en 1927.

### Internement et mort

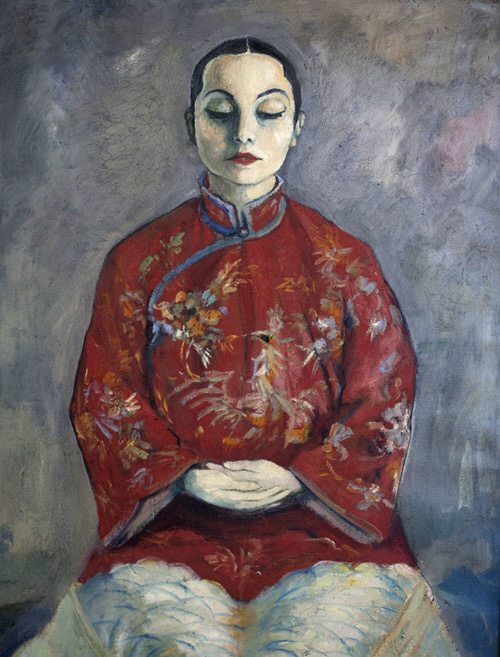
Waldemar Flaig : Tatiana Barbakoff, 1927

Avec son partenaire Gert Heinrich Wollheim qui est peintre, elle quitte Sarrebruck pour Paris. Après l'invasion de la France par les troupes allemandes, elle est envoyée le 10 mai 1940 au camp de Gurs. En juin, elle est libérée et déménage à Nay, et plus tard à Clelles, au sud de Grenoble. Le 20 octobre 1940, elle écrit une lettre désespérée à son amie Maria Mon à Préchacq-Navarrenx (Pyrénées-Atlantiques), et demande un colis de nourriture. Elle retrouve miraculeusement son partenaire Gert Heinrich Wollheim dans ce village des Pyrénées après des mois d'internement. À la suite du retrait des troupes italiennes de la côte d'Azur, elle part pour Nice en 1944, où elle est découverte et reprise par la Gestapo, et selon une note d'information datée du 23 janvier 1944, elle est déportée à Drancy près de Paris. Le 3 février 1944, le convoi 67 l’emmène à Auschwitz, où, le 6 février 1944, elle est gazée.

### Héritage
À Paris, Julia Tardi-Markus, une collègue danseuse crée le prix Tatiana Barbakoff en 1986 pour encourager les jeunes danseurs. Gert Heinrich Wollheim peint un portrait d'elle en 1928, qui se trouve toujours au Musée d'Israël à Jérusalem. Le musée de Düsseldorf accueille une exposition en honneur de Tatiana Barbakoff. Il contient des photos, certains de ses costumes de scène, et de nombreuses affiches. Certains des costumes de scène de Barbakoff sont des dons de la veuve de Gert Wollheim, Mona Loeb (1908-1997).

## Portraits
- Waldemar Flaig : Tatjana Barbakoff, peinture à l'huile de 1927 conservée au Musée Franciscain à Villingen-Schwenningen[6]
- Kasia de Szadurska : Tatjana Barbakoff. Crayon et à la craie 1929 conservée à la Galerie municipale Wessenberg à Constance[5]
- Rudolf Heinisch : Tatjana Barbakoff, peinture à l'huile de 1929, collection privée
- Rudolf Heinisch : études sur la danseuse Tatiana Barbakoff. Peinture à l'eau, au crayon et à la craie autour de 1928, collection privée
- Gert Heinrich Wollheim : Tatiana Barbakoff, huile sur bois en 1928 conservée au Musée d'Israël à Jérusalem[2],[8]

## Littérature
- (de) Günter Goebbels, Tatjana Barbakoff. Eine vergessene Tänzerin in Bildern und Dokumenten, Dusseldorf, Kulturbahnhof Eller eV, 2009
- (de) Anja Hellhammer, « Fremdartig wie der ferne Osten: Tanja Barbakoff », Tanzen und tanzen und nichts als tanzen. Tänzerinnen der Moderne von Josephine Baker bis Mary Wigman,‎ 2004, pp. 105-124
- (de) Textes de Klara Drenker-Nagels, Hildegard Reinhardt, Günter Goebbels et Anja Hellhammer, Tatjana Barbakoff. Tänzerin und Muse, Bonn, Verein August Macke Haus Bonn, 2003
- (de) Hildegard Reinhardt, « Tatjana Barbakoff. Tänzerin und Muse », Weltkunst,‎ février 2003